# Dendryphantes andinus
Dendryphantes andinus är en spindelart som beskrevs av Ralph Vary Chamberlin 1916. 
Dendryphantes andinus ingår i släktet Dendryphantes och familjen hoppspindlar. Inga underarter finns listade i Catalogue of Life.